# Oncocnemis albifasciata
Oncocnemis albifasciata là một loài bướm đêm trong họ Noctuidae.